# Record francesi di atletica leggera
I record francesi di atletica leggera rappresentano le migliori prestazioni di atletica leggera stabilite dagli atleti di nazionalità francese e ratificate dalla Fédération française d'athlétisme.

## Outdoor

### Maschili
| 100 m piani             | 9"86 (+1,3 m/s) | Jimmy Vicaut                                                         | 4 luglio 2015        | Meeting Areva        | Saint-Denis, Francia                |         |        |             |         |
| 100 m piani             | 9"86 (+1,8 m/s) | Jimmy Vicaut                                                         | 7 giugno 2016        | Meeting de Montreuil | Montreuil                           |         |        |             |         |
| 200 m piani             | 19"80 (+0,8 m/s) | Christophe Lemaitre                                                  | 3 settembre 2011     | Campionati del mondo | Taegu, Corea del Sud                | [ 1 ]   |        |             |         |
| 400 m piani             | 44"46 | Leslie Djhone                                                        | 29 agosto 2007       | Campionati del mondo | Osaka, Giappone                     |         |        |             |         |
| 800 m piani             | 1'41"61 | Gabriel Tual                                                         | 7 luglio 2024        | Meeting di Parigi    | Stadio Charléty, Parigi, Francia    |         |        |             |         |
| 1 000 m piani           | 2'13"96 | Mehdi Baala                                                          | 27 giugno 2003       |                      | Strasburgo, Francia                 |         |        |             |         |
| 1 500 m piani           | 3'28"98 | Mehdi Baala                                                          | 5 settembre 2003     | Memorial Van Damme   | Bruxelles, Belgio                   |         |        |             |         |
| Miglio                  | 3'48"64 | Azeddine Habz                                                        | 16 settembre 2023    | Prefontaine Classic  | Eugene, Stati Uniti d'America       | [ 2 ]   |        |             |         |
| 2 000 m piani           | 4'53"12 | Mehdi Baala                                                          | 23 giugno 2005       |                      | Strasburgo, Francia                 |         |        |             |         |
| 3 000 m piani           | 7'30"78 | Mustapha Essaid                                                      | 8 agosto 1998        | Herculis             | Fontvieille, Principato di Monaco   |         |        |             |         |
| 5 000 m piani           | 12'54"97 | Jimmy Gressier                                                       | 30 maggio 2024       | Bislett Games 2024   | Oslo, Norvegia                      | [ 3 ]   |        |             |         |
| 5 km (strada)           | 13'12" | Jimmy Gressier                                                       | 12 febbraio 2023     | Monaco Run 5km       | Principato di Monaco                |         |        |             |         |
| 10 000 m piani          | 27'17"29 | Julien Wanders                                                       | 17 luglio 2019       | FBK Games            | Hengelo, Paesi Bassi                |         |        |             |         |
| 10 km (strada)          | 27'13" | Julien Wanders                                                       | 12 gennaio 2020      |                      | Valencia, Spagna                    |         |        |             |         |
| 20 000 m piani          | 57'50"25 | Morhad Amdouni                                                       | 19 settembre 2020    |                      | Lucciana, Francia                   |         |        |             |         |
| 20 km (strada)          | 56'03"+ | Julien Wanders                                                       | 8 febbraio 2019      |                      | Ras Al-Khaimah, Emirati Arabi Uniti |         |        |             |         |
| 1 ora                   | 20772 m | Morhad Amdouni                                                       | 19 settembre 2020    |                      | Lucciana, Francia                   |         |        |             |         |
| Mezza maratona          | 59'13" | Julien Wanders                                                       | 8 febbraio 2019      |                      | Ras Al-Khaimah, Emirati Arabi Uniti |         |        |             |         |
| Maratona                | 2h03'47" | Morhad Amdouni                                                       | 18 febbraio 2024     | Maratona di Siviglia | Siviglia, Spagna                    | [ 4 ]   |        |             |         |
| 100 km (strada)         | 6h19'51" | Guillaume Ruel                                                       | 27 agosto 2022       |                      | Berlino, Germania                   |         |        |             |         |
| 3 000 m siepi           | 8'00"09 | Mahiedine Mekhissi Benabbad                                          | 6 luglio 2013        | Meeting Areva        | Saint-Denis, Francia                |         |        |             |         |
| 110 m ostacoli          | 12"95 (+0,2 m/s) | Pascal Martinot-Lagarde                                              | 18 luglio 2014       | Herculis             | Fontvieille, Principato di Monaco   |         |        |             |         |
| 400 m ostacoli          | 47"37 | Stéphane Diagana                                                     | 5 luglio 1995        | Athletissima         | Losanna, Svizzera                   |         |        |             |         |
| Salto in alto           | 2,34 m | Mickaël Hanany                                                       | 22 marzo 2014        |                      | El Paso, Stati Uniti d'America      |         |        |             |         |
| Salto con l'asta        | 6,16 m | Renaud Lavillenie                                                    | 15 febbraio 2014     | Pole Vault Stars     | Donec'k, Ucraina                    |         |        |             |         |
| Salto in lungo          | 8,42 m (+0,4 m/s) | Salim Sdiri                                                          | 12 giugno 2009       |                      | Pierre-Bénite, Francia              |         |        |             |         |
| Salto triplo            | 18,04 m (+0,3 m/s) | Teddy Tamgho                                                         | 18 agosto 2013       | Campionati del mondo | Mosca, Russia                       | [ 5 ]   |        |             |         |
| Getto del peso          | 20,75 m | Frédéric Dagée                                                       | 26 giugno 2021       |                      | Angers, Francia                     |         |        |             |         |
| Lancio del disco        | 68,90 m | Jean-Claude Retel                                                    | 17 luglio 2002       |                      | Salon-de-Provence, Francia          |         |        |             |         |
| Lancio del martello     | 82,38 m | Gilles Dupray                                                        | 21 giugno 2000       |                      | Chelles, Francia                    |         |        |             |         |
| Lancio del giavellotto  | 86,11 m | Teuraiterai Tupaia                                                   | 17 maggio 2024       |                      | Fontainebleau, Francia              |         |        |             |         |
| Decathlon               | 9 126 punti | Kévin Mayer                                                          | 15-16 settembre 2018 | Décastar             | Talence, Francia                    | [ 6 ]   |        |             |         |
| Decathlon               | \| 100 m (v.) \| Lungo (v.) \| Peso \| Alto \| 400 m \| 110 m hs (v.) \| Disco \| Asta \| Giavellotto \| 1500 m \| \| ---------------- \| ----------------- \| ------- \| ------ \| ----- \| ---------------- \| ------- \| ------ \| ----------- \| ------- \| \| 10"55 (+0,3 m/s) \| 7,80 m (+1,2 m/s) \| 16,00 m \| 2,05 m \| 48"42 \| 13"75 (-1,1 m/s) \| 50,54 m \| 5,45 m \| 71,90 m \| 4'36"11 \| |                                                                      |                      |                      |                                     |         |        |             |         |
| Marcia 20 000 m (pista) | 1h19'42"00 | Yohann Diniz                                                         | 25 maggio 2014       |                      | Bogny-sur-Meuse, Francia            |         |        |             |         |
| Marcia 20 km (strada)   | 1h17'02" | Yohann Diniz                                                         | 8 marzo 2015         |                      | Arles, Francia                      |         |        |             |         |
| Marcia 30 000 m (pista) | 2h03'56"50 | Thierry Toutain                                                      | 24 marzo 1991        |                      | Héricourt, Francia                  |         |        |             |         |
| Marcia 35 km (strada)   | 2h28'46" | Aurelien Quinion                                                     | 24 luglio 2022       | Campionati del mondo | Eugene, Stati Uniti d'America       | [ 7 ]   |        |             |         |
| Marcia 50 000 m (pista) | 3h35'27"20 | Yohann Diniz                                                         | 12 marzo 2011        |                      | Reims, Francia                      |         |        |             |         |
| Marcia 50 km (strada)   | 3h32'33" | Yohann Diniz                                                         | 15 agosto 2014       | Europei              | Zurigo, Svizzera                    |         |        |             |         |
| Staffetta 4×100 m       | 37"79 | Max Morinière Daniel Sangouma Jean-Charles Trouabal Bruno Marie-Rose | 1º settembre 1990    | Europei              | Spalato, Jugoslavia                 |         |        |             |         |
| Staffetta 4×200 m       | 1'20"66 | Christophe Lemaitre Yannick Fonsat Ben Bassaw Ken Romain             | 24 maggio 2014       | IAAF World Relays    | Nassau, Bahamas                     | [ 8 ]   |        |             |         |
| Staffetta 4×400 m       | 2'58"45 | Ludvy Vaillant Gilles Biron David Sombé Téo Andant                   | 27 agosto 2023       | Campionati del mondo | Budapest, Ungheria                  | [ 9 ]   |        |             |         |
| Staffetta 4×800 m       | 7'13"6 | Roqui Sanchez Joel Riquelme Philippe Dupont Roger Milhau             | 23 giugno 1979       |                      | Bourges, Francia                    |         |        |             |         |
| Staffetta 4×1 500 m     | 14'48"2 | Didier Begouin Denis Lequement Marcel Philippe Philippe Dien         | 23 giugno 1979       |                      | Bourges, Francia                    |         |        |             |         |
| 100 m (v.)              | Lungo (v.) | Peso                                                                 | Alto                 | 400 m                | 110 m hs (v.)                       | Disco   | Asta   | Giavellotto | 1500 m  |
| 10"55 (+0,3 m/s)        | 7,80 m (+1,2 m/s) | 16,00 m                                                              | 2,05 m               | 48"42                | 13"75 (-1,1 m/s)                    | 50,54 m | 5,45 m | 71,90 m     | 4'36"11 |

### Femminili
| 100 m hs (v.)    | Alto   | Peso    | 200 m (v.)       | Lungo (v.)        | Giavellotto | 800 m   |
| ---------------- | ------ | ------- | ---------------- | ----------------- | ----------- | ------- |
| 12"62 (+2,9 m/s) | 1,91 m | 12,61 m | 24"12 (+1,2 m/s) | 6,78 m (+3,4 m/s) | 53,07 m     | 2'14"66 |

| 100 m (v.)       | Disco   | Asta   | Giavellotto | 400 m | 100 m hs (v.)    | Lungo (v.)        | Peso    | Alto   | 1500 m  |
| ---------------- | ------- | ------ | ----------- | ----- | ---------------- | ----------------- | ------- | ------ | ------- |
| 12"48 (+0,4 m/s) | 34,69 m | 3,50 m | 47,19 m     | 56"15 | 13"96 (+0,4 m/s) | 6,18 m (+1,0 m/s) | 11,90 m | 1,80 m | 5'06"09 |

## Indoor

### Maschili
| Specialità        | Prestazione | Atleta                                                                  | Data             | Manifestazione        | Luogo                   | Video   |
| ----------------- | --- | ----------------------------------------------------------------------- | ---------------- | --------------------- | ----------------------- | ------- |
| 50 m piani        | 5"78 | Stephane Cali                                                           | 20 febbraio 1998 |                       | Eaubonne, Francia       |         |
| 60 m piani        | 6"45 | Ronald Pognon                                                           | 13 febbraio 2005 | BW-Bank Meeting       | Karlsruhe, Germania     |         |
| 200 m piani       | 20"36 | Bruno Marie-Rose                                                        | 22 febbraio 1987 | Meeting Pas de Calais | Liévin, Francia         |         |
| 400 m piani       | 45"54 | Leslie Djhone                                                           | 5 marzo 2011     | Campionati europei    | Parigi, Francia         |         |
| 800 m piani       | 1'44"82 | Mehdi Baala                                                             | 18 febbraio 2003 | GE Galan              | Stoccolma, Svezia       |         |
| 1 000 m piani     | 2'17"01 | Mehdi Baala                                                             | 13 febbraio 2005 | BW-Bank Meeting       | Karlsruhe, Germania     |         |
| 1 500 m piani     | 3'34"71 | Mehdi Baala                                                             | 15 febbraio 2009 | BW-Bank Meeting       | Karlsruhe, Germania     |         |
| Miglio            | 3'52"51 | Mehdi Baala                                                             | 10 febbraio 2009 | Meeting Pas de Calais | Liévin, Francia         |         |
| 3 000 m piani     | 7'33"73 | Bouabdellah Tahri                                                       | 10 febbraio 2010 | GE Galan              | Stoccolma, Svezia       |         |
| 5 000 m piani     | 13'11"13 | Bouabdellah Tahri                                                       | 14 febbraio 2010 |                       | Metz, Francia           |         |
| 50 m ostacoli     | 6"36(+) | Ladji Doucouré                                                          | 26 febbraio 2005 | Meeting Pas de Calais | Liévin, Francia         |         |
| 60 m ostacoli     | 7"41 | Dimitri Bascou                                                          | 13 febbraio 2016 |                       | Berlino, Germania       |         |
| Salto in alto     | 2,35 m | Jean-Charles Gicquel                                                    | 13 marzo 1994    |                       | Parigi, Francia         |         |
| Salto con l'asta  | 6,16 m | Renaud Lavillenie                                                       | 15 febbraio 2014 | Pole Vault Stars      | Donec'k, Ucraina        | [ 12 ]  |
| Salto in lungo    | 8,27 m | Salim Sdiri                                                             | 28 gennaio 2006  |                       | Mondeville, Francia     |         |
| Salto triplo      | 17,92 m | Teddy Tamgho                                                            | 6 marzo 2011     |                       | Parigi, Francia         |         |
| Getto del peso    | 20,51 m | Fred Moudani-Likibi                                                     | 4 febbraio 2023  |                       | Blacksburg, Stati Uniti |         |
| Eptathlon         | 6 479 punti | Kévin Mayer                                                             | 4-5 marzo 2017   |                       | Belgrado, Serbia        |         |
| Eptathlon         | \| 60 m \| Lungo \| Peso \| Alto \| 60 m hs \| Asta \| 1000 m \| \| ---- \| ------ \| ------- \| ------ \| ------- \| ------ \| ------- \| \| 6"95 \| 7,54 m \| 15,66 m \| 2,10 m \| 8"01 \| 5,40 m \| 2'41"08 \| |                                                                         |                  |                       |                         |         |
| Marcia 5 000 m    | 18'16"76 | Yohann Diniz                                                            | 7 dicembre 2014  |                       | Reims, Francia          |         |
| Staffetta 4×200 m | 1'24"00 | Daniel Sangouma Jean-Charles Trouabal Christophe Goris Bruno Marie-Rose | 6 febbraio 1988  |                       | Glasgow, Regno Unito    |         |
| Staffetta 4×400 m | 3'06"17 | Marc Macedot Leslie Djhone Mamoudou Hanne Yoan Décimus                  | 6 marzo 2011     | Campionati europei    | Parigi, Francia         |         |
| 60 m              | Lungo | Peso                                                                    | Alto             | 60 m hs               | Asta                    | 1000 m  |
| 6"95              | 7,54 m | 15,66 m                                                                 | 2,10 m           | 8"01                  | 5,40 m                  | 2'41"08 |

### Femminili
| Specialità        | Prestazione | Atleta                                                                    | Data             | Manifestazione        | Luogo                     | Video |
| ----------------- | --- | ------------------------------------------------------------------------- | ---------------- | --------------------- | ------------------------- | ----- |
| 50 m piani        | 6"11(+) | Christine Arron                                                           | 26 febbraio 2006 |                       | Aubière, Francia          |       |
| 60 m piani        | 7"06 | Christine Arron                                                           | 26 febbraio 2006 |                       | Aubière, Francia          |       |
| 200 m piani       | 22"49 | Muriel Hurtis                                                             | 14 marzo 2003    | Campionati del mondo  | Birmingham, Regno Unito   |       |
| 400 m piani       | 51"44 | Marie-José Pérec                                                          | 18 febbraio 1996 | Meeting Pas de Calais | Liévin, Francia           |       |
| 800 m piani       | 2'00"42 | Élisabeth Grousselle                                                      | 11 marzo 2006    | Campionati del mondo  | Mosca, Russia             |       |
| 1 000 m piani     | 2'37"87 | Patricia Djaté                                                            | 28 febbraio 1997 |                       | Eaubonne, Francia         |       |
| 1 500 m piani     | 4'05"67 | Hind Dehiba                                                               | 12 marzo 2006    | Campionati del mondo  | Mosca, Russia             |       |
| Miglio            | 4'31"99 | Bérénice Cleyet-Merle                                                     | 11 febbraio 2022 |                       | Boston, Stati Uniti       |       |
| 3 000 m piani     | 8'41"63 | Yamna Oubouhou                                                            | 7 marzo 1999     | Campionati del mondo  | Maebashi, Giappone        |       |
| 5 000 m piani     | 15'31"62 | Liv Westphal                                                              | 6 dicembre 2014  |                       | Boston, Stati Uniti       |       |
| 50 m ostacoli     | 6"76 | Patricia Girard                                                           | 13 febbraio 2000 | Meeting Pas de Calais | Liévin, Francia           |       |
| 60 m ostacoli     | 7"78 | Cyréna Samba-Mayela                                                       | 19 marzo 2022    |                       | Belgrado, Serbia          |       |
| Salto in alto     | 1,97 m | Melanie Melfort                                                           | 18 febbraio 2007 |                       | Aubière, Francia          |       |
| Salto con l'asta  | 4,73 m | Ninon Guillon-Romarin                                                     | 24 febbraio 2019 |                       | Clermont-Ferrand, Francia |       |
| Salto in lungo    | 6,90 m | Éloyse Lesueur                                                            | 2 marzo 2013     | Campionati europei    | Göteborg, Svezia          |       |
| Salto triplo      | 14,53 m | Teresa Nzola Meso Ba                                                      | 13 febbraio 2008 |                       | Atene, Grecia             |       |
| Getto del peso    | 18,69 m | Laurence Manfredi                                                         | 19 febbraio 2000 | Meeting Pas de Calais | Liévin, Francia           |       |
| Pentathlon        | 4 723 punti | Antoinette Nana Djimou                                                    | 4 marzo 2011     | Campionati europei    | Parigi, Francia           |       |
| Pentathlon        | \| 60 m hs \| Alto \| Peso \| Lungo \| 800 m \| \| ------- \| ------ \| ------- \| ------ \| ------- \| \| 8"11 \| 1,80 m \| 14,81 m \| 6,34 m \| 2'18"99 \| |                                                                           |                  |                       |                           |       |
| Marcia 3 000 m    | 12'26"45 | Pauline Stey                                                              | 11 febbraio 2023 |                       | Val-de-Reuil, Francia     |       |
| Staffetta 4×200 m | 1'34"47 | Patricia Girard Fabienne Ficher Marie-Christine Cazier-Ballo Odiah Sidibé | 10 febbraio 1990 |                       | Parigi, Francia           |       |
| Staffetta 4×400 m | 3'28"61 | Muriel Hurtis Laetitia Denis Marie Gayot Floria Guei                      | 6 marzo 2011     | Campionati europei    | Parigi, Francia           |       |
| 60 m hs           | Alto | Peso                                                                      | Lungo            | 800 m                 |                           |       |
| 8"11              | 1,80 m | 14,81 m                                                                   | 6,34 m           | 2'18"99               |                           |       |